# روبنسون كروزو (رواية)

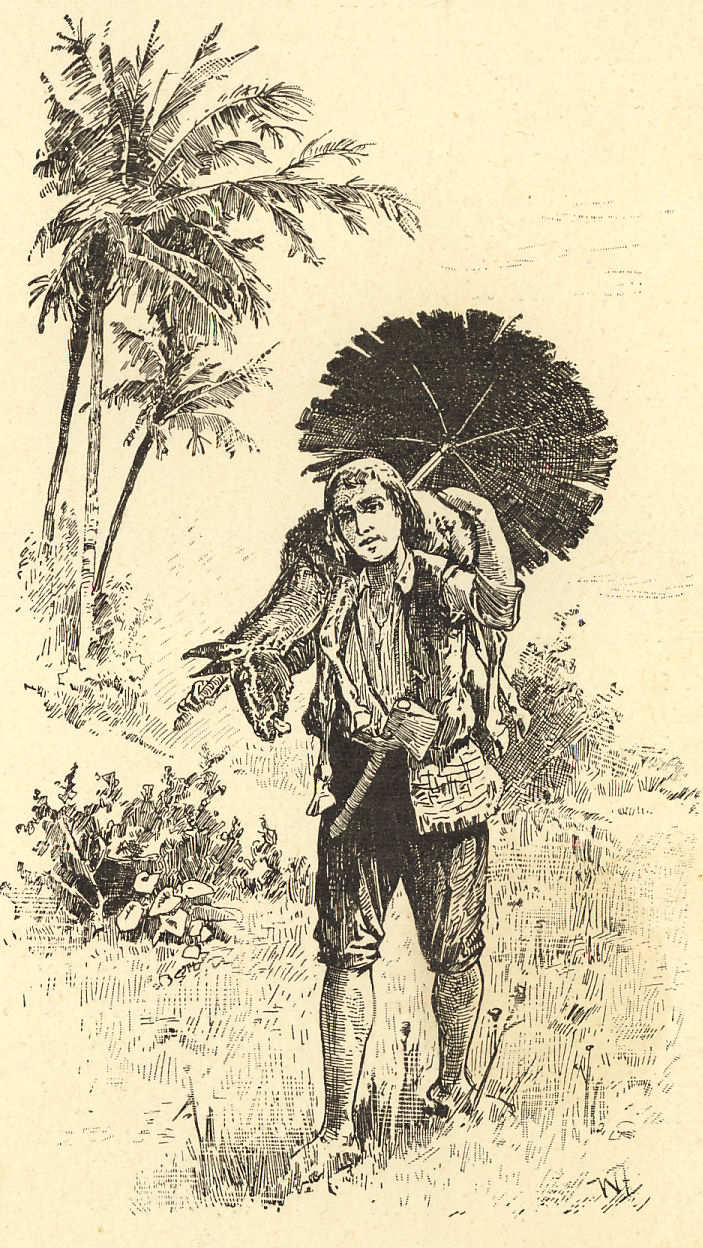
روبنسون كروزو يحمل مظلة شمسية صنعها من ورق شجرة الموز، 1880

روبنسون كروزو هي قصة كتبها دانيال ديفو، نشرت للمرة الأولى سنة 1719. تعدّ أحيانا الرواية الأولى في الإنجليزية. هذه الرواية هي سيرة ذاتية تخيلية وهي تحكى عن شاب انعزل في جزيرة ما، وحيدا لمدة طويلة دون أن يقابل أحد من البشر، ثم بعد عدة سنوات يقابل أحد المتوحشين وعلمه بعض ما وصل اليه الإنسان المتحضر من تقدم فكري وجعله خادمه. وفي نهاية القصة عاد روبنسون كروزو ومعه خادمه إلى أوروبا حيث العالم المتحضر. وهذه القصة تعني إلى الكثيرين حلم الانعزال عن هذا العالم الظالم والحياة في ظل الطبيعة الرحيمة بالنسبة لهذا العالم كما تظهر مدى التحضر الذي توصلت له الأمم الأوربية. هذه التقنية تعرف باسم الوثيقة الخاطئة، وهي تعطي شكلاً واقعياً للقصة.
والقصة ذات منظور وبعد تحليلي فهي تعالج قضية المدنية لدى البشر وكيفية عيشهم وحدهم خاصة في ظل الظروف الصعبة جدا دون أي تفاعل مع بشر آخرين.
العنوان الكامل للرواية الأصلية، مترجماً إلى اللغة العربية: حياة روبنسون كروزو اليوركي، الملاح، ومغامراته الغريبة والمدهشة، الذي عاش 28 سنةً على جزيرة مهجورة على الساحل الأمريكي، بالقرب من مصب نهر أورينوكو الكبير، إثر تحطم سفينة على شاطئ شيبرك، هلك جميع ركابها باستثنائه، وكيف تم تسليمه بطريقة على ذات مستوى الغرابة من قبل مجموعة من القراصنة، كتبها بنفسه.

## قصة روبنسون كروزو
يغادر كروزو إنكلترا في رحلة بحرية في أيلول عام1651 مخالفاً رغبات والديه. يسطو قراصنة سلا على السفينة ويصبح كروزو عبدا لأحد المغاربة. يتمكن كروزو من الهرب في زورق ويصادف قائد سفينة برتغالية مِنْ الساحلِ الغربيِ لأفريقيا. كان طريق السفينة إلى البرازيل حيث هناك بمساعدة من الكابتن يصبح كروزو مالك لمزرعة.
ينضم كروزو إلى بعثة لجلب العبيد من أفريقيا، لكنه غرق في عاصفة تبعد أربعون ميلاً في البحر على مدخل نهر أورانوكو في 30 أيلول عام 1659. يموت جميع رفاق كروزو ويتمكن هو من جلب الأسلحة والأدوات والتجهيزات الأخرى من السفينة قبل أن تتحطم وتغرق. يقوم ببناء سور ومسكن في كهف، يصنع رزنامة بواسطة صنع علامات بواسطة قطعة خشب. يقوم بالصيد ويزرع الذرة ويتعلم صناعة الفخار ويربي الماعز.. يقرأ الإنجيل ويشكر الله على مصيره فلا شيء قد فقد منه إلا المجتمع.
يكتشف كروزو آكلي لحوم بشر يقومون بزيارة الجزيرة ليقتلوا ويأكلوا السجناء، في بادئ الأمر يخطط لقتل الهمج لفظاعتهم لكن يدرك أن ليس لديه الحق لعمل هذا لأنهم لم يهاجموه ولم يرتكبوا جريمة بمعرفته. يحلم كروزو بأسر واحد أو أثنين من الخدم بتحرير بعض السجناء وفي الحقيقة، عندما استطاع سجين الهُرُوب، يساعده كروزو، يَسمّي رفيقَه الجديد.َ«جمعةَ Friday» تبعا ليومِ الأسبوع الذيِ ظهر فيه، ويُعلّمُه إلإنجليزية ويُحوّلُه إلى المسيحيةِ.

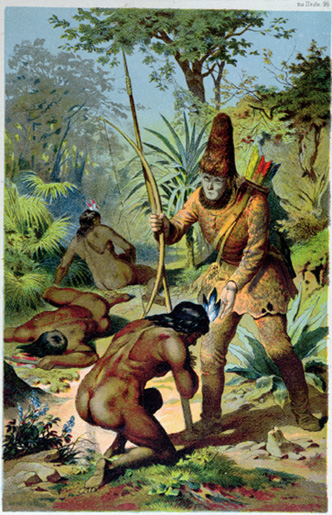
روبنسون يقف مقابل "جمعة" بعد أن حرره من أكلي لحوم البشر.

تصل مجموعة جديدة من السكان الأصليين ويشاركون في وليمة مريعة ويستطيع جمعة وكروزو قتل معظمهم والاحتفاظ باثنان منهم (واحد هو والد جمعة والثاني أسباني) يخبر الأسباني كروزو أن مجموعة من الأسبان الذين غرقوا موجودون على هذه الجزيرة. يبتكر خطة حيث يعود الأسباني ووالد جمعة والبقية إلى الجزيرة حيث يبنون سفينة ليبحروا بها إلى ميناء إسبانيا.
قبل أَن يَعود الأسبان، تظهر سفينة إنجليزية؛ ويسيطر الثوار على السفينة وينووا هِجْر قائدِهم السابقِ على الجزيرةِ.القائد وكروزو يَستطيعانِ العودة وأخذ السفينةَ. ويَتوجّهونَ إلى إنجلترا، وقد تَرْكوا ورائهم ثلاثة مِنْ الثوارِ للاعتماد على أنفسهم وإعلام الأسبان بالذي حَدث. يَتركُ كروزو الجزيرة في 19 كانون الأول 1686. يُسافرُ إلى البرتغال لإيجاد صديقه القديمِ، القبطان، الذي يُخبرُه بأنّ مزرعتَه البرازيليةَ اهتم بها بشكل حسن وقد أَصْبَحَ غنيا. مِنْ البرتغال، يُسافرُ برا إلى إنجلترا، لتَفادي الحوادث في البحر، عن طريق إسبانيا وفرنسا؛ أثناء الشتاء في جبال البرانس، هو ورفاقه يَطْردوا بهجومَ الذئابِ الشريرةِ. يُقرّر كروزو ترك مزرعته مع الكابتن البرتغالي ويترك أمواله مع صديقته الأرملة التي تعدّ كأم لربينسون كروزو، للعودة إلى البرازيل تَستلزمُ التَحول إلى الكاثوليكيةِ. لاحقا في حياة ما بعد الزواج، يُصبح أرملاً، يَعُودُ إلى جزيرتِه لآخر مَرّة. دون أن يكون خادمة جمعة معه ليعود جمعه مع والده وقبيلته. يَنتهي الكتاب بتلميح حول تكملة التي تفصّلُ عودتَه إلى الجزيرةِ، التي كَانتْ قَدْ اكتشفت.
رغم أن القصة تعدّ من أعظم القصص في تاريخ الأدب الأوربي إلا أن هناك تشابهاَ مريباَ بين فكرتها وفكرة قصة حي بن يقظان لابن طفيل، لكن أقرب احتمال هو أنه استقاها من حياة بحار علق في جزيرة مهجورة ويدعى ألكسندر سيلكيرك أو يمكن أن تكون مقتبسة من رواية حي بن يقظان. القصة كانت مصدر لعدة قصص وأعمال تلفزيونيه أخرى مثل طرزان وماوكلي.

## واقعية القصة وأصل اقتباسها

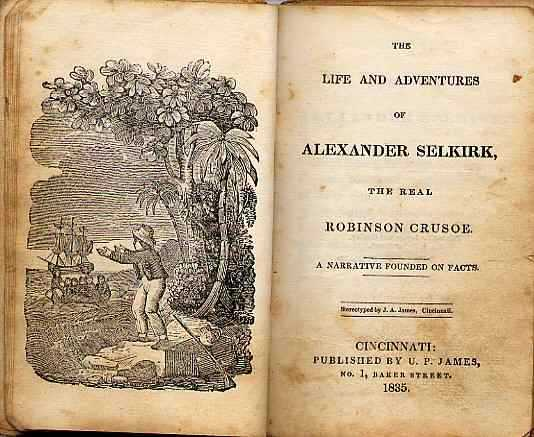
صفحة العنوان لكتاب " حياة ومُغامرات آلكساندر سِلكيرك، روبنسون كروزو الحقيقيّ" من العام (1835)

العديد يعتقد أن القصة مستوحاة من الخيال وأنها لا تمت للواقع بصلة على عكس الحقيقة ففي مقدمة القصة نجد الجملة روبينسون هو الناجي الوحيد بعد تحطم قاربه. وفي سبتمبر من العام 1704 كان بحار يدعى ألكسندر سيلكيرك بالقرب من إحدى جزر تشيلي حيث تحطم قاربه في الجزيرة (Juan Fernandez) وبقي هناك وحيدا مدة أربع سنوات وأربعة أشهر، وأخيرا تم إنقاذه من قبل بارجة أنجليزية عن طريق الصدفة. ومن هذه الواقعة تم اقتباس القصة.

## الأمانة الأدبية في الرواية
في الرواية الأصلية، قام ديفو بالتخيّل وأراد تحديداً إعطاء درس للقارئ:
كيف يمكن لإنسان أن يهتم بحاجياته في ظروف صعبة جدا وبعيدا عن أي مدنية
أما الكاتب الفرنسي ميشال تورنييه (Michel Tournier) فقد كتب قصة أخرى تدعى Vendredi et la vie sauvage قام فيها بتغيير جذري وعميق للشخصيات.

## الترجمة إلى العربية

غلاف ترجمة بطرس البستاني لرواية روبنسون كروزو

تعد رواية روبنسون كروزو أول رواية معربة 1835، ترجمها إلى العربية الكاتب المصري الراحل كامل كيلاني وصدرت ضمن سلسلة «أشهر القصص» عن دار المعارف بالقاهرة، تحت عنوان «روبنسن كروزو». في عام 2007 صدرت ترجمة أخرى لأسامة أسبر ضمن منشورات وزارة الثقافة السورية، وفي عام 2012 أصدرت مؤسسة هنداوي بالقاهرة طبعة جديدة من الصياغة التي قدمها كامل كيلاني للرواية.
كما ترجم الرواية عن أصلها الإنجليزي المعلم بطرس البستاني بعنوان «كتاب التحفة البستانية في الأسفار الكروزية أو رحلة روبنصن كروزو» عام 1861 وأعيدت طباعة هذا الجزء عام 1885، قبل أن يعاد طبعه بعد ذلك مرات مختلفة.
وهناك ترجمة عربية مبكرة جدا لنص الرواية تحتفظ دار الكتب المصرية بنسخة منها طبعت في مالطة عام 1835، لكنها لا تشير إلى اسم المؤلف أو المترجم، لكن يعتقد أن أحمد فارس الشدياق هو ما ترجمها.

## روابط خارجية
- روبنسون كروزو على موقع الموسوعة البريطانية (الإنجليزية)